# ハタ鉱泉
ハタ鉱泉株式会社（ハタこうせん）は、大阪府大阪市都島区に本社を置くラムネを主とする清涼飲料水メーカーである。1946年創業。

## 会社概要
清涼飲料水の製造販売をおこなう。特に主力商品であるラムネの生産量で首位に位置し、全国シェアの半分近くを占める。ラムネはスーパーなどの飲料売り場だけでなく、道頓堀などの観光スポットや大型ショッピングモールなどに出店している駄菓子屋でも販売されている。また、近年はたこ焼き風・キムチ風といった変わり種のラムネの開発にも力を入れている。
この他にもノンアルコール発泡性飲料「よいこの泡びぃー」「シャンメリー」や、昔から関西地方で親しまれている「冷やしあめ」や「みかん水」、「ニッキ水」など長年にわたって発売され続けているものも多数存在する。
またこの他にも水なす・玉ネギ・栗といった、素材を活かしたラムネも販売しており、ラムネの瓶には、ビー玉が瓶の中程で留まるように改良されたペット容器タイプのものがある（特許取得第3409300号）。

## 主な製品

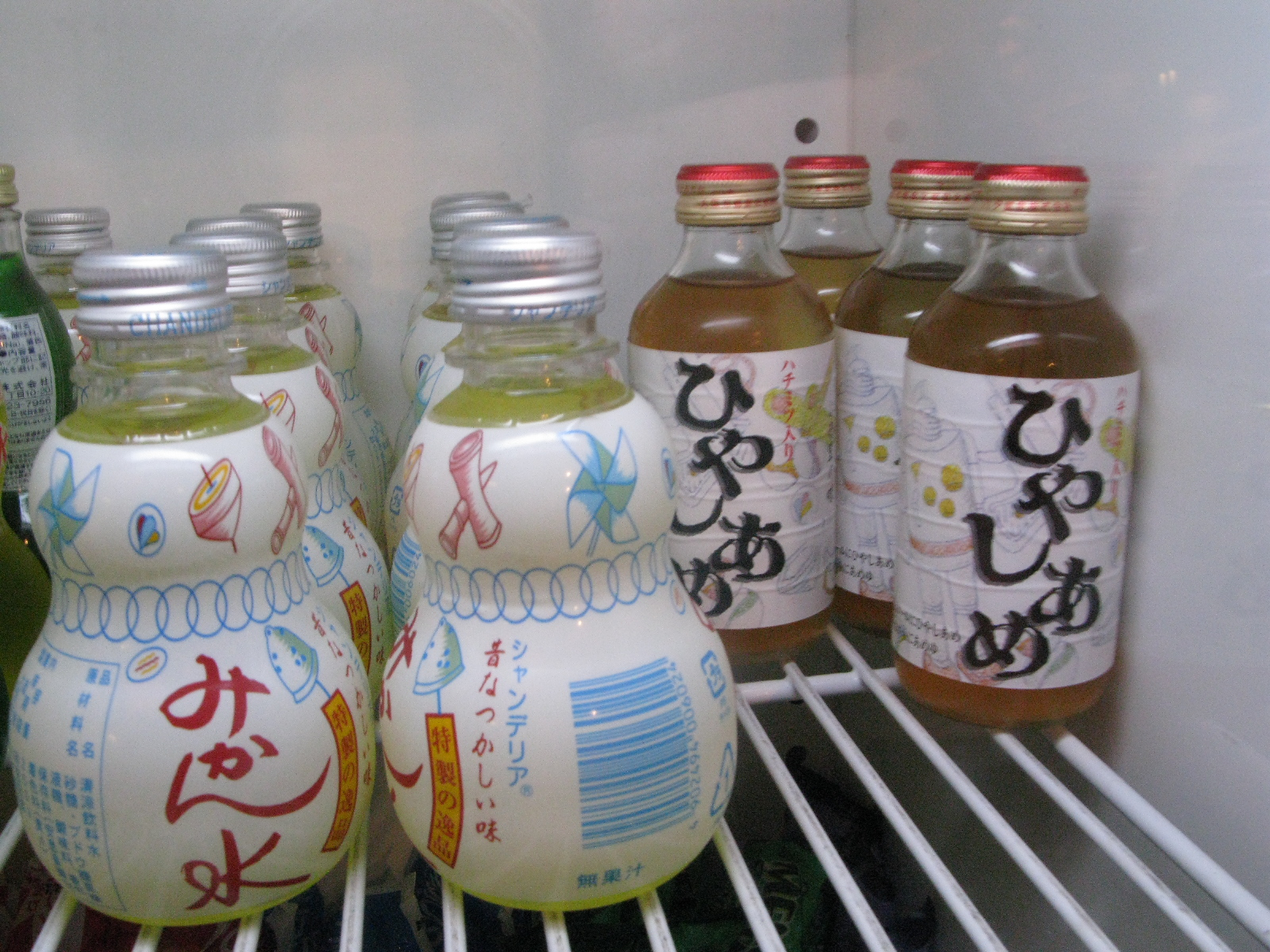
蜜柑水とひやしあめ

- ラムネ（主力の「瓶ラムネ」の他にも、「ペットラムネ」、「ラムネですよ」など様々な名前が冠されたものが存在する）
- ラムッビー（ラムネベースの果汁入り割り用飲料。青りんご味・レモン味・グレープフルーツ味の3種が存在する）
- よいこの泡びぃー（子供向けビール風飲料）
- サイダー（昔ながらの味を再現するために液糖を使用せず、グラニュー糖のみを使用したものやクチナシ色素が入ったタイプもある）
- 冷やし飴
- 蜜柑水（2020年時点で生産を終えている）
- ニッキ水
- シャンメリー（通常商品以外にクレヨンしんちゃん、トミカヒーローレスキューファイアー、劇場版遊戯王とのタイアップ商品もある）
- お子様白酒
- かき氷のシロップ

※その他にも、チョコソーダやケーキソーダといった一風変わった商品がある。